# Otto von Richter (Politiker)
Otto Magnus Johann von Richter (* 7. September 1755; † 15. Dezember 1826 in Dorpat) war ein livländischer Landespolitiker.

## Leben

### Familie
Otto war Angehöriger des baltischen Adelsgeschlechts von Richter. Seine Eltern waren Christoph (III.) von Richter, der livländische Ritterschaftssekretär und Hofgerichtsassessor, sowie Erbherr auf Siggund und Adamshof (1713–1762) und Hedwig Beata von Richter a. d. H. Neuenhof in Estland. Er  vermählte sich 1788 mit Anna Auguste Charlotte von Engelhardt (1770–1823), Tochter des estländischen Ritterschaftshauptmann Gustav Friedrich von Engelhardt (1732–1798). Aus der Ehe sind zwei Söhne hervorgegangen:
- Eduard von Richter (1790–1847), livländischer Landmarschall
- Otto Friedrich von Richter (1791–1816), Orientalist

### Laufbahn
Otto stand in seiner Jugend in kursächsischen Militärdiensten, wo er bis 1769 zum Offizier avancierte. Im Jahre 1789 war er Assessor des estnischen Oberlandgerichts und 1792 Kreismarschall in Livland. Von 1797 bis 1826 war er livländischer Landrat und 1803 sowie 1822 bis 1824 stellvertretender Landmarschall. Ab dem Jahr 1806 war er zudem Oberkirchenvorsteher, seit 1819 Präsident der Kommission zur Ausarbeitung der Bauernverordnung. 1820 war er Mitgründer und von 1824 bis 1826 Oberdirektor der livländischen Adeligen-Güter-Kreditsoziätät.
Er war Besitzer der livländischen Güter Kusthof und Waimel.